# Кырта
Кырта — посёлок в Республике Коми. Входит в состав городского округа Вуктыл.

## Географическое положение
Посёлок находится на правом берегу Печоры в 29 км к северо-востоку от города Вуктыл.

## Климат
Климат умеренно-континентальный, с довольно суровой зимой, коротким прохладным летом. Климат формируется в условиях малого количества солнечной радиации зимой, под воздействием северных морей и интенсивного западного переноса воздуха. Средняя температура января — минус 19,7 °С, июля — плюс 15,2 °С. Средняя годовая температура воздуха за многолетний период составляет минус 2,6 °С. Средняя продолжительность безморозного периода составляет 67 дней. Летом в ясные и особенно безветренные дни температура почвы обычно бывает значительно выше температуры воздуха: даже в районах вечной мерзлоты температура на поверхности почвы может доходить до плюс 40 °С. Самым теплым месяцем года является июль (средняя месячная температура +16°С), самым холодным месяцем — январь (-19,5°С). Среднегодовая температура воздуха равна −2,7°С. Число дней со средней суточной температурой воздуха выше нуля градусов составляет 164.

## История
Посёлок основан в 1931 году после открытия геологом К. Г. Войновским-Кригером угольного месторождения в районе впадения реки Щугор в Печору. Первая эксплуатационная шахта была заложена в 1933 году. Добытый уголь на волокушах, позднее по рельсам узкоколейки на конной тяге доставляли к берегу и грузили на баржи потребителям до самого Архангельска.
После войны в Кырте находилось около 4000 заключенных, 400 охранников и 700 вольнонаемных. В 1954 году Кырта получила статус посёлка городского типа. В 1957 году шахту закрыли как нерентабельную, шахтеров отправили в Инту, а в поселке открыли леспромхоз. За все годы работы шахтами рудника добыто около 1,5 миллиона тонн угля. В 1990-е годы, когда леспромхоз закрыли, значительная часть населения покинула посёлок. Остались только пенсионеры.

## Население
| 2010 |
| ---- |
| 66   |